# Mosaic.wav
MOSAIC.WAV — японская моэ-поп-группа из Акихабары, широко известная благодаря созданию музыки для японских эротических видеоигр (яп. エロゲ, эрогэ: — эротикку гэ: му). В конечном счёте группа занялась созданием собственной музыки в 2004. Название группы — отсылка к использованию «мозаики» для скрытия гениталий в порнографии ради цензуры. В то же время, WAV — звуковой формат. MOSAIC.WAV также сделали открывающие композиции для аниме Sumomomo Momomo и Kyouran Kazoku Nikki.
Вокалистку MOSAIC.WAV зовут MI-KO, с ней в группе клавишник Сусуму Каямори и гитарист Масая Коикэ.

## Дискография

### Синглы
- Magical Hacker☆Kurukuru Risk (Magical Hacker☆くるくるリスク) (14 мая 2004)
- Kimi wa Nan Terabyte? (キミは何テラバイト?) (28 октября 2005)
- Megane de ne! (めがねでねっ！) (8 сентября 2006)
- Kyun Kyun Panic (キュン・キュン・パニック) (23 августа 2006) (Mamotte! Lollipop ED Theme)
- Saikyō○×Keikaku (最強○×計画) (25 октября 2006) (Sumomo mo Momo mo OP1 Theme)
- Girigiri Kagaku Shōjo Falsie (ギリギリ科学少女ふぉるしぃ) (29 декабря 2006)
- Setsujō! Hyakka Ryōran (切情！佰火繚乱) (24 января 2007) (Sumomo mo Momo mo OP2 Theme)
- Katamichi Catchball (片道きゃっちぼーる) (Potemayo OP Theme)
- Dennou Kassen×Uju no Jin! (電脳合戦×うじゅの陣！) (20 октября 2007)
- Last Battle! Akibattler «μ» (ラストバトル！アキバトラー"μ") (1 февраля 2008)
- Chōsai Kenbo Sengen (超妻賢母宣言) (Kyouran Kazoku Nikki OP Theme) (23 апреля 2008)
- Trouble Mailing Girl (迷惑メーリングGIRL) (15 августа 2008)

### Альбомы
- We Love «AKIBA-POP»!! (29 октября 2004)
- SPACE AKIBA-POP (20 января 2006)
- Future-Fiction:AKIBA-POP!! (31 августа 2007)
- Amusement Pack (26 марта 2008)
- Superluminal AKIBA-POP (15 апреля 2009)